# Pompu
Pompu (sardinski: Pòmpu) je grad i općina (comune) u pokrajini Oristanu u regiji Sardiniji, Italija. Nalazi se na nadmorskoj visini od 147 metara i ima 257 stanovnika.
 Prostire se na 5,32 km². Gustoća naseljenosti je 48 st/km².
Susjedne općine su: Curcuris, Masullas, Morgongiori, Simala i Siris.